# یونیس (کنتاکی)
یونیس (به انگلیسی: Eunice) یک منطقهٔ مسکونی در ایالات متحده آمریکا است که در شهرستان ادیر، کنتاکی واقع شده‌است. یونیس ۲۳۸٫۰۵ متر بالاتر از سطح دریا واقع شده‌است.